# سیرویل، نیوجرسی
سیرویل (به انگلیسی: Sayreville) شهری در ایالت نیوجرسی کشور ایالات متحده آمریکا است که جمعیت آن در سرشماری سال ۲۰۱۰ میلادی، ۴۲٬۷۰۴ نفر بوده‌است.